# Lyudmila Litvinova
Pour les articles homonymes, voir Litvinova.
Lyudmila Litvinova (née le 8 juin 1985) est une athlète russe pratiquant le 200 mètres et le 400 mètres.

## Dopage
Le 24 mai 2016, Anastasia Kapachinskaya et Tatyana Firova, coéquipières du relais 4 × 400 m de Litvinova lors des Jeux olympiques de Pékin en 2008, figurent sur la liste des 31 athlètes contrôlés positifs à la suite du reteste des échantillons où elles avaient remporté la médaille d'argent. Par conséquent, si l'échantillon B (qui sera testé en juin) s'avère positif, l'équipe sera disqualifiée et les quatre athlètes seront déchues de leur médaille.

## Palmarès

### Jeux olympiques d'été
- Jeux olympiques d'été de 2008 à Pékin ( Chine)
  -  Médaille d'argent en relais 4 × 400 m en 3 min 18 s 82

### Championnats du monde d'athlétisme
- Championnats du monde d'athlétisme de 2009 à Berlin :
  - éliminé en demi-finale du 400 m en 50 s 52

## Records
- 22 s 82 sur 200 m à Sotchi le 30/05/2009.
- 50 s 27 sur 400 m à Tcheboksary le 24/07/2009.